# San Anselmo (Kalifornia)
San Anselmo – miasto w Stanach Zjednoczonych, w stanie Kalifornia, w hrabstwie Marin. Według spisu ludności przeprowadzonego przez United States Census Bureau w roku 2010, w San Anselmo mieszka 12336 mieszkańców.